# Pionus chalcopterus
Il pappagallo alibronzate (Pionus chalcopterus (Fraser, 1841)) è un uccello della famiglia degli Psittacidi.

## Descrizione
Si differenzia dagli altri Pionus per la colorazione base blu-violetto con ali bronzate e picchiettature bianche su testa, collo e petto, dove compaiono anche puntini rosati, gola bianca e sottocoda rosso. Ha un evidente anello perioftalmico rosato, iride bruna, becco giallastro e zampe grigie rosate. Gli immaturi hanno testa e dorso verdastri. È classificato in due sottospecie: P. c. chalcopterus con colori leggermente più chiari e P. c. cyanescens, dai colori più carichi.

## Distribuzione e habitat
È diffuso in Venezuela, Colombia, Ecuador e Perù.
Vive nelle foreste primarie tropicali e subtropicali, tra i 1 400 e i 2 400 metri, in piccoli gruppi che nidificano a partire da marzo.  In cattività è poco presente e i risultati riproduttivi non sono incoraggianti.